# دانمارک در المپیک تابستانی ۱۹۲۸
دانمارک در بازی‌های المپیک تابستانی ۱۹۲۸ که در شهر آمستردام برگزار شد، کاروان دانمارک با ۹۱ ورزشکار در این رقابت‌ها شرکت کرد و موفق به کسب ۶ مدال (۳ طلا، ۱ نقره، ۲ برنز) شد. در جدول رتبه‌بندی توزیع مدال‌ها، دانمارک در ردهٔ ۱۳ مسابقات قرار گرفت.